# День Дракона
«День Дракона» (англ. Dragon Day) — американський постапокаліптичний драматичний фільм режисера Джеффрі Тревіса про виживання американської родини під час китайської окупації. Прем'єра фільму відбулася 28 жовтня 2014 (США). Місця зйомок: Бор, Каліфорнія.
Теглайн: «Хакер атакує».

## Сюжет
Недалеке майбутнє. Китай несподівано починає великомасштабну кібератаку на США за несплату боргу. Кожен комп'ютер, кожен гаджет, вироблений в Китаї, наділений убивчим вірусом, який паралізує всі фінансові, телекомунікаційні, військові та енергетичні системи. Літаки падають з неба, міста залишаються без світла, жителі країни опиняються в окупації. Тепер кожен американець зобов'язаний носити спеціальний браслет, за якими загарбники відстежують місцезнаходження людини.
Сімейний відпочинок в гірському містечку виявляється смертельним, змушуючи колишнього інженера NSA Дюка Еванса боротися, щоб врятувати свою дружину і дочку в Новому Світовому Порядку. У нього є план, як врятувати свою сім'ю і запобігти подальшому вторгненню, але для цього йому треба пройти довгий повний небезпек шлях, і зіштовхнутися зі зрадою своєї країни самих американців. Окрім того, вони знаходять у будинку дідуся мексиканця, який живе вже там 9 років, після смерті дідуся, що давав йому житло і роботу. І саме цей мексиканець, зрештою, і врятує американську родину, провівши їх через кордон на територію Мексики, до своєї родини у нетрі.

## Ролі
- Етан Флавер — Герцог Еванс,
- Аса Валландер — Леслі Еванс,
- Дженн Готяон — Рейчел Еванс,
- Елой Мендес — Алонсо Бенавідес,
- Надія Лаубах — Емма Еванс,
- Вільям Найт — Альберт Граймс,
- Денніс Делсінґ — шериф Вотсон,
- Річард К. Джонс — офіцер Гопкінс,
- Скут Макнайрі — Філ,
- Каіві Ліман — Тіббет,
- Вільям Нго — китайський офіцер (як Вільям Ву).

## Критика
Рейтинг на IMDb — 4,0/10. Фільм має одну номінацію.